# Persone di nome Heinz
| Questa pagina contiene informazioni ricavate automaticamente dalle voci biografiche con l'ausilio del template Bio e di un bot. L'aggiornamento è periodico e automatico e ricostruisce completamente la pagina. Se manca una persona in questa lista, sei pregato di non aggiungerla, ma accertati piuttosto che la sua voce biografica contenga il template Bio e che i dati anagrafici siano correttamente compilati. Se il template Bio manca, inseriscilo tu stesso o, in alternativa, metti l'avviso {{tmp\|Bio}} che ne segnala la mancanza. Se i dati riportati sono sbagliati, correggi direttamente la voce biografica; le modifiche saranno visibili in questa lista entro pochi giorni. Per chiarimenti vedi il progetto antroponimi. La lista contiene solo le 166 persone che sono citate nell'enciclopedia e per le quali è stato implementato correttamente il template Bio. Pagina aggiornata al 6 ago 2025. |

Questa è una lista di persone presenti nell'enciclopedia che hanno il nome Heinz, suddivise per attività principale.

## Agenti segreti(1)
- Heinz Röthke, agente segreto e criminale di guerra tedesco (Murów, n. 1912 - Wolfsburg, † 1966)

## Allenatori di calcio(7)
- Heinz Bigler, allenatore di calcio e calciatore svizzero (Berna, n. 1925 - † 2002)
- Heinz Fuchsbichler, allenatore di calcio, dirigente sportivo e ex calciatore austriaco (Voitsberg, n. 1967)
- Heinz Hornig, allenatore di calcio e ex calciatore tedesco (Gelsenkirchen, n. 1937)
- Heinz Krügel, allenatore di calcio e calciatore tedesco orientale (Zwickau, n. 1921 - Magdeburgo, † 2008)
- Heinz Moser, allenatore di calcio e ex calciatore svizzero (n. 1967)
- Heinz Werner, allenatore di calcio e calciatore tedesco (Jena, n. 1910 - † 1989)
- Heinz Wewers, allenatore di calcio e calciatore tedesco-occidentale (Gladbeck, n. 1927 - Essen, † 2008)

## Allenatori di sci alpino(1)
- Heinz Peter Platter, allenatore di sci alpino e ex sciatore alpino italiano (n. 1967)

## Allenatori di tennis(1)
- Heinz Günthardt, allenatore di tennis e ex tennista svizzero (Zurigo, n. 1959)

## Alpinisti(1)
- Heinz Grill, alpinista e scrittore tedesco (Wasserburg am Inn, n. 1960)

## Antifascisti(2)
- Heinz Kucharski, antifascista tedesco (Amburgo, n. 1919 - Markranstädt, † 2000)
- Harro Schulze-Boysen, antifascista e ufficiale tedesco (Kiel, n. 1909 - Berlino, † 1942)

## Architetti(3)
- Heinz Bienefeld, architetto tedesco (Krefeld, n. 1926 - Swisttal, † 1995)
- Heinz Graffunder, architetto tedesco (Berlino, n. 1926 - Berlino, † 1994)
- Heinz Rall, architetto tedesco (Stoccarda, n. 1920 - Güglingen, † 2006)

## Arrampicatori(1)
- Heinz Mariacher, arrampicatore e alpinista austriaco (Wörgl, n. 1955)

## Artisti(1)
- Heinz Valk, artista, disegnatore e politico estone (Gatčina, n. 1936)

## Atleti paralimpici(1)
- Heinz Frei, ex atleta paralimpico, ex fondista e paraciclista svizzero (Soletta, n. 1958)

## Attori(10)
- Heinz Bennent, attore tedesco (Atsch, n. 1921 - Pully, † 2011)
- Heinz Drache, attore e doppiatore tedesco (Essen, n. 1923 - Berlino, † 2002)
- Dieter Eppler, attore tedesco (Stoccarda, n. 1927 - Stoccarda, † 2008)
- Heinz Erhardt, attore, cabarettista e compositore tedesco (Riga, n. 1909 - Amburgo, † 1979)
- Heinz Hilpert, attore, regista e direttore teatrale tedesco (Berlino, n. 1890 - Gottinga, † 1967)
- Heinz Hoenig, attore tedesco (Landsberg am Lech, n. 1951)
- Heinz Moog, attore tedesco (Francoforte sul Meno, n. 1908 - Vienna, † 1989)
- Heinz Petruo, attore, doppiatore e conduttore radiofonico tedesco (Berlino, n. 1918 - Coburgo, † 2001)
- Heinz Schubert, attore tedesco (Berlino, n. 1925 - Amburgo, † 1999)
- Heinz Weixelbraun, attore austriaco (Spittal an der Drau, n. 1963)

## Aviatori(1)
- Heinz Marquardt, aviatore tedesco (Braniewo, n. 1922 - Hammersbach, † 2003)

## Avvocati(1)
- Heinz Auerswald, avvocato tedesco (Berlino, n. 1908 - Düsseldorf, † 1970)

## Bobbisti(8)
- Heinz Busche, bobbista tedesco (Mönchengladbach, n. 1951)
- Heinz Cattani, bobbista svizzero (n. 1908 - † 2001)
- Heinz Leu, ex bobbista svizzero
- Heinz Meier, bobbista svizzero (n. 1948)
- Heinz Schenker, bobbista svizzero (n. 1943)
- Heinz Stettler, bobbista svizzero (Regensdorf, n. 1953 - † 2006)
- Heinz Volkmer, bobbista austriaco
- Heinz Wendlinger, bobbista tedesco

## Calciatori(31)
- Heinz Banschewitz, ex calciatore tedesco (Günnigfeld, n. 1941)
- Heinz Barmettler, ex calciatore svizzero (Zurigo, n. 1987)
- Heinz Bertschi, calciatore svizzero (Soletta, n. 1939 - † 2016)
- Heinz Bäni, calciatore svizzero (Zofingen, n. 1936 - † 2014)
- Heinz Ditgens, calciatore e allenatore di calcio tedesco (Mönchengladbach, n. 1914 - Mönchengladbach, † 1998)
- Heinz Emmerich, calciatore tedesco (n. 1908 - † 1986)
- Heinz Flohe, calciatore tedesco occidentale (Colonia, n. 1948 - Vettweiß, † 2013)
- Heinz Flotho, calciatore tedesco (Osnabrück, n. 1915 - Gelsenkirchen, † 2000)
- Heinz Fröhlich, calciatore tedesco orientale (n. 1926 - † 1999)
- Heinz Gründel, ex calciatore tedesco (Berlino, n. 1957)
- Heinz Hergert, ex calciatore tedesco orientale (Masserberg, n. 1936)
- Heinz Hermann, ex calciatore e allenatore di calcio svizzero (Zurigo, n. 1958)
- Heinz Krüger, calciatore tedesco orientale (n. 1932 - † 2003)
- Heinz Kubsch, calciatore tedesco (Essen, n. 1930 - † 1993)
- Heinz Kördell, calciatore tedesco (Wanne-Eickel, n. 1932 - † 2020)
- Heinz Lemanczyk, ex calciatore tedesco orientale (Bernburg, n. 1934)
- Heinz Lindner, calciatore austriaco (Linz, n. 1990)
- Heinz Ludewig, calciatore tedesco (Duisburg, n. 1889 - Düsseldorf, † 1950)
- Heinz Lüdi, ex calciatore svizzero (Soletta, n. 1958)
- Heinz Müller, ex calciatore tedesco (Francoforte sul Meno, n. 1978)
- Heinz Mörschel, calciatore dominicano (Santo Domingo, n. 1997)
- Heinz Satrapa, calciatore e allenatore di calcio tedesco orientale (Zwickau, n. 1927 - Gelsenkirchen, † 2001)
- Heinz Schneiter, calciatore svizzero (Thun, n. 1935 - † 2017)
- Heinz Schussig, calciatore tedesco (n. 1926 - Canberra, † 1994)
- Heinz Simmet, calciatore tedesco (Göttelborn, n. 1944 - Hürth, † 2024)
- Heinz Steinmann, calciatore tedesco (Essen, n. 1938 - Achim, † 2023)
- Heinz Strehl, calciatore tedesco (Kalchreuth, n. 1938 - Kalchreuth, † 1986)
- Heinz Stuy, ex calciatore olandese (Wanne-Eickel, n. 1945)
- Heinz Vollmar, calciatore tedesco (St. Ingbert, n. 1936 - St. Ingbert, † 1987)
- Heinz Warnken, calciatore tedesco (n. 1912 - † 1943)
- Heinz Weiss, ex calciatore austriaco (n. 1959)

## Cantanti(3)
- Heino, cantante e showman tedesco (Düsseldorf, n. 1938)
- Heinz Rudolf Kunze, cantante, scrittore e cantautore tedesco (Espelkamp, n. 1956)
- Heinz Winckler, cantante sudafricano (Stellenbosch, n. 1978)

## Cestisti(1)
- Heinz Steinschulte, cestista tedesco (n. 1909)

## Chimici(1)
- Heinz Gerischer, chimico tedesco (Wittenberg, n. 1919 - Berlino, † 1994)

## Ciclisti su strada(3)
- Heinz Imboden, ex ciclista su strada svizzero (Bleienbach, n. 1962)
- Heinz Müller, ciclista su strada e pistard tedesco (Schwenningen, n. 1924 - Schwenningen, † 1975)
- Heinz Wengler, ciclista su strada tedesco (Bielefeld, n. 1912 - † 1942)

## Compositori(1)
- Heinz Roemheld, compositore statunitense (Milwaukee, n. 1901 - Huntington Beach, † 1985)

## Criminologi(1)
- Heinz Cornel, criminologo tedesco (Francoforte sul Meno, n. 1953)

## Cuochi(2)
- Heinz Beck, cuoco tedesco (Friedrichshafen, n. 1963)
- Heinz Winkler, cuoco e imprenditore italiano (Bressanone, n. 1949 - Rosenheim, † 2022)

## Dirigenti d'azienda(1)
- Heinrich Nordhoff, dirigente d'azienda, imprenditore e ingegnere tedesco (Hildesheim, n. 1899 - Wolfsburg, † 1968)

## Ecologi(1)
- Heinz Ellenberg, ecologo, biologo e botanico tedesco (Amburgo, n. 1913 - Gottinga, † 1997)

## Filologi(2)
- Heinz Hofmann, filologo classico tedesco (Ratisbona, n. 1944)
- Heinz Gerd Ingenkamp, filologo classico tedesco (Krefeld, n. 1938)

## Filosofi(1)
- Heinz Robert Schlette, filosofo e teologo tedesco (Wesel, n. 1931)

## Fisici(3)
- Heinz von Foerster, fisico e filosofo austriaco (Vienna, n. 1911 - Pescadero, † 2002)
- Heinz London, fisico tedesco (Bonn, n. 1907 - Oxford, † 1970)
- Heinz Rudolf Pagels, fisico statunitense (New York City, n. 1929 - Pyramid Peak, † 1988)

## Generali(10)
- Heinz Cramer, generale e aviatore tedesco (Strasburgo, n. 1911 - Vlissingen, † 2003)
- Heinz Fiebig, generale tedesco (Zabrze, n. 1897 - Seesen, † 1964)
- Heinz Guderian, generale tedesco (Kulm, n. 1888 - Schwangau, † 1954)
- Heinz Harmel, generale tedesco (Metz, n. 1906 - Krefeld, † 2000)
- Heinz Hellmich, generale tedesco (Karlsruhe, n. 1890 - Cherbourg, † 1944)
- Heinz Lammerding, generale tedesco (Dortmund, n. 1905 - Bad Tölz, † 1971)
- Heinz von Randow, generale tedesco (Grammow, n. 1890 - Sirte, † 1942)
- Heinz Reinefarth, generale e criminale di guerra tedesco (Gnesen, n. 1903 - Westerland, † 1979)
- Heinz Roch, generale e poliziotto tedesco (Essen, n. 1905 - Trondheim, † 1945)
- Heinz Ziegler, generale tedesco (Darkehmen, n. 1894 - Gottinga, † 1972)

## Giornalisti(2)
- Heinz Abosch, giornalista e scrittore tedesco (Magdeburgo, n. 1918 - Düsseldorf, † 1997)
- Heinz Prüller, giornalista e conduttore televisivo austriaco (Vienna, n. 1941)

## Giuristi(1)
- Heinz Buchholz, giurista e letterato tedesco (Berlino, n. 1906 - Bonn, † 1983)

## Illustratori(1)
- Heinz Edelmann, illustratore e designer tedesco (Ústí nad Labem, n. 1934 - Stoccarda, † 2009)

## Imprenditori(1)
- Heinz Hermann Thiele, imprenditore tedesco (Magonza, n. 1941 - Monaco, † 2021)

## Informatici(2)
- Heinz Nixdorf, informatico e imprenditore tedesco (Paderborn, n. 1925 - Hannover, † 1986)
- Heinz Zemanek, informatico austriaco (Vienna, n. 1920 - Vienna, † 2014)

## Librettisti(1)
- Heinz Reichert, librettista austriaco (Vienna, n. 1877 - Los Angeles, † 1940)

## Linguisti(2)
- Heinz Kloss, linguista tedesco (n. 1904 - † 1987)
- Heinz Jürgen Wolf, linguista tedesco (Düsseldorf, n. 1936 - Bonn, † 2016)

## Matematici(1)
- Heinz Hopf, matematico tedesco (Gräbschen, n. 1894 - Zollikon, † 1971)

## Medaglisti(1)
- Heinz Hoyer, medaglista tedesco (Elxleben, n. 1949)

## Medici(2)
- Heinz Kohut, medico|Attività2 = psicoanalista austriaco (Vienna, n. 1913 - Chicago, † 1981)
- Christian Heinrich Pander, medico tedesco (Riga, n. 1794 - San Pietroburgo, † 1865)

## Militari(9)
- Heinz Barth, militare tedesco (Gransee, n. 1920 - Gransee, † 2007)
- Kurt Bolender, militare tedesco (Duisburg, n. 1912 - Hagen, † 1966)
- Heinz Brandt, militare e cavaliere tedesco (Charlottenburg, n. 1907 - Rastenburg, † 1944)
- Heinz Hollert, ufficiale tedesco (n. 1912 - Lione, † 1944)
- Heinz Jost, militare, agente segreto e criminale di guerra tedesco (Bad Hersfeld, n. 1904 - Bensheim, † 1964)
- Heinz Linge, militare tedesco (Brema, n. 1913 - Amburgo, † 1980)
- Heinz Macher, militare tedesco (Chemnitz, n. 1919 - Schenefeld, † 2001)
- Heinz Thilo, militare tedesco (Elberfeld, n. 1911 - Hohenelbe, † 1945)
- Heinz von Westernhagen, militare tedesco (Riga, n. 1911 - Veszprém, † 1945)

## Nuotatori(1)
- Heinz Schlauch, nuotatore tedesco (Gera, n. 1915 - Niederrhein, † 1945)

## Oboisti(1)
- Heinz Holliger, oboista, direttore d'orchestra e compositore svizzero (Langenthal, n. 1939)

## Orientalisti(1)
- Heinz Gstrein, orientalista e teologo austriaco (Innsbruck, n. 1941 - Innsbruck, † 2023)

## Pallamanisti(1)
- Heinz Körvers, pallamanista tedesco (Bönninghardt, n. 1915 - Stalingrado, † 1942)

## Pallanuotisti(4)
- Heinz Meier, pallanuotista svizzero (n. 1912)
- Heinz Mäder, ex pallanuotista tedesco orientale (Limbach-Oberfrohna, n. 1937)
- Heinz Wittig, pallanuotista tedesco orientale (Halle, n. 1938 - Lipsia, † 2012)
- Heinz Zander, pallanuotista tedesco (Berlino, n. 1923)

## Piloti motociclistici(2)
- Heinz Luthringshauser, pilota motociclistico tedesco (Otterbach, n. 1931 - † 1997)
- Heinz Lüthi, pilota motociclistico svizzero (n. 1964)

## Pistard(1)
- Heinz Richter, ex pistard tedesco (Zittau, n. 1947)

## Poeti(2)
- Heinz Czechowski, poeta e drammaturgo tedesco (Dresda, n. 1935 - Dresda, † 2009)
- Heinz Piontek, poeta, scrittore e traduttore tedesco (Kreuzburg, n. 1925 - Rotthalmünster, † 2003)

## Politici(4)
- Heinz Fischer, politico austriaco (Graz, n. 1938)
- Heinz Keßler, politico e generale tedesco-orientale (Lauban, n. 1920 - Berlino, † 2017)
- Heinz Neumann, politico e giornalista tedesco (Berlino, n. 1902 - Unione Sovietica, † 1937)
- Heinz Westphal, politico tedesco (Berlino, n. 1924 - Bonn, † 1998)

## Poliziotti(1)
- Heinz Brückner, poliziotto tedesco (Dresda, n. 1900 - † 1968)

## Presbiteri(1)
- Heinz Schürmann, presbitero e teologo tedesco (Bochum, n. 1913 - Erfurt, † 1999)

## Psichiatri(1)
- Heinz Hartmann, psichiatra e psicoanalista austriaco (Vienna, n. 1894 - Stony Point, † 1970)

## Registi(2)
- Heinz Emigholz, regista tedesco (Costanza, n. 1948)
- Heinz Paul, regista, sceneggiatore e produttore cinematografico tedesco (Monaco di Baviera, n. 1893 - † 1983)

## Saltatori con gli sci(1)
- Heinz Kuttin, ex saltatore con gli sci austriaco (Stockenboi, n. 1971)

## Scacchisti(1)
- Heinz Lehmann, scacchista tedesco (Königsberg, n. 1921 - Berlino, † 1995)

## Schermidori(1)
- Heinz Heigl, schermidore tedesco (n. 1901 - Varsavia, † 1942)

## Sciatori alpini(3)
- Heinz Holzer, ex sciatore alpino italiano (Brunico, n. 1964)
- Heinz Schilchegger, ex sciatore alpino austriaco (Radstadt, n. 1973)
- Heinz Weixelbaum, ex sciatore alpino tedesco (n. 1949)

## Scrittori(4)
- Heinz von Cramer, scrittore, regista e sceneggiatore tedesco (Stettino, n. 1924 - Viterbo, † 2009)
- Heinz Janisch, scrittore e giornalista austriaco (Güssing, n. 1960)
- Heinz Günther Konsalik, scrittore e drammaturgo tedesco (Colonia, n. 1921 - Salisburgo, † 1999)
- Heinz Siegert, scrittore austriaco (Vienna, n. 1924)

## Scultori(1)
- Heinz Schwarz, scultore e pittore svizzero (Arbon, n. 1920 - Satigny, † 1994)

## Sollevatori(1)
- Heinz Schattner, sollevatore tedesco (Danzica, n. 1912 - Monaco di Baviera, † 1954)

## Storici della filosofia(1)
- Heinz Heimsoeth, storico della filosofia tedesco (Colonia, n. 1886 - † 1975)

## Tennisti(1)
- Heinz Gildemeister, ex tennista cileno (Santiago del Cile, n. 1960)

## Tenori(1)
- Heinz Zednik, tenore austriaco (Vienna, n. 1940)

## Vescovi cattolici(1)
- Heinz Wilhelm Steckling, vescovo cattolico e missionario tedesco (Verl, n. 1947)

## Viaggiatori(1)
- Heinz Stücke, viaggiatore tedesco (n. 1940)

## Zoologi(1)
- Heinz Heck, zoologo e biologo tedesco (Berlino, n. 1894 - Monaco di Baviera, † 1982)

## Senza attività specificata(3)
- Heinz Dörmer, tedesco (Berlino, n. 1912 - † 1998)
- Heinz Heger, austriaco (Vienna, n. 1915 - Vienna, † 1994)
- Heinz Waibl, grafico e designer italiano (Verona, n. 1931 - Schio, † 2020)